# Schalburgkorps
Het Schalburgkorps was een korps dat bestond uit Deense vrijwilligers. De eenheid was onderdeel van de Germaansche SS en werd op 2 februari 1943 onder de naam Germaansche SS Denemarken opgericht. Het korps was genoemd naar Christian Frederik von Schalburg, de bevelhebber van het Frikorps Danmark die in 1942 tijdens de zak van Demjansk om het leven kwam.
De eenheid werd op 30 maart 1943 hernoemd naar Schalburgkorps en leden die nog geen ervaring aan het oostfront hadden opgedaan, kregen verplicht zes weken training en werden geïndoctrineerd.
Al sinds de oprichting was het korps in twee delen verdeeld. Het eerste deel bestond uit gewone soldaten, terwijl het tweede deel, dat bekend kwam te staan als Dansk Folke Værn, bestond uit burgers. De leden van het Schalburgkorps werden voornamelijk gebruikt voor het bewaken van belangrijke verkeerspunten.
In juli 1944 werd het korps opgenomen in de SS als SS Trainings Bataljon Schalburg. Zes maanden later werd de eenheid hernoemd naar SS Bewakingsbataljon Zeeland. Officieel werd het Schalburgkorps op 28 februari 1945 opgeheven.